# Anthomyia jugicola
Anthomyia jugicola este o specie de muște din genul Anthomyia, familia Anthomyiidae, descrisă de Pokorny în anul 1893.
Este endemică în Austria. Conform Catalogue of Life specia Anthomyia jugicola nu are subspecii cunoscute.